# Titularbistum Avensa
Avensa ist ein Titularbistum der römisch-katholischen Kirche.
Es geht zurück auf einen untergegangenen Bischofssitz in der gleichnamigen antiken Stadt, die in der römischen Provinz Africa proconsularis (heute nördliches Tunesien) lag. Der Bischofssitz war der Kirchenprovinz Karthago zugeordnet.
| Titularbischöfe von Avensa |                         |                                           |                   |                 |
| Nr.                        | Name                    | Amt                                       | von               | bis             |
| 1                          | Alfred Lanctôt MAfr     | Apostolischer Vikar von Bukoba (Tansania) | 13. Dezember 1951 | 25. März 1953   |
| 2                          | Francis Valentine Allen | Weihbischof in Toronto (Kanada)           | 2. Juli 1954      | 7. Oktober 1977 |
| 3                          | Edgardo Sarabia Juanich | Weihbischof in Portland in Oregon (USA)   | 28. November 1977 |                 |